# HC Junior Mělník
HC Junior Mělník (celým názvem: Hockey Club Junior Mělník) je český klub ledního hokeje, který sídlí v Mělníku ve Středočeském kraji. Klub navazuje na dlouholetou hokejovou tradici VTJ Mělník. Založen byl v roce 1999. Od sezóny 2012/13 působí ve Středočeské krajské lize, čtvrté české nejvyšší soutěži ledního hokeje. Klubové barvy jsou červená, žlutá a černá.
Založen byl v roce 1999, hned po založení odkoupil licenci na 1. ligu od Kralup nad Vltavou. Hned v následujícím roce však licenci opět prodal brněnskému klubu HC Ytong Brno a vznikl nový klub - HC Junior Mělník. Mužstvo mužů hrálo krajský přebor až do roku 2006, kdy se mu podařilo postoupit do 2. ligy. Dne 27. července 2009 však tým mužů ukončil činnost z finančních důvodů a klub se dále věnoval výhradně práci s mládeží. A mužstvo obnovilo činnost v létě 2011 a hned v první sezóně (2011/2012) zvítězilo v Krajské soutěži mužů Středočeského kraje.
V sezóně 2012/2013 muži hráli Krajskou ligu Středočeského kraje s hlavním cílem - nesestoupit. Tento cíl se podařilo splnit, mužstvo dokonce postoupilo do play-off, tým ale vypadl hned v první kole s Příbramí. O rok později se HC Junior Mělník dostal přes Mladou Boleslav B a Jesenici až do finále, kde podlehl 1:2 na zápasy Rakovníku.
Své domácí zápasy odehrává na zimním stadionu Mělník s kapacitou 2 000 diváků.

## Přehled ligové účasti
Stručný přehled
Zdroj:
- 1999–2000: 1. liga (2. ligová úroveň v České republice)
- 2003–2004: Středočeská krajská soutěž (5. ligová úroveň v České republice)
- 2004–2006: Středočeský krajský přebor (4. ligová úroveň v České republice)
- 2006–2009: 2. liga – sk. Západ (3. ligová úroveň v České republice)
- 2009–2011: bez soutěže
- 2011–2012: Středočeská krajská soutěž (5. ligová úroveň v České republice)
- 2012–2017: Středočeská krajská liga (4. ligová úroveň v České republice)
- 2017–2021: Středočeská krajská liga – sk. Západ (4. ligová úroveň v České republice)
- 2021–2022: Středočeská krajská liga – sk. B (4. ligová úroveň v České republice)
- 2022–: Středočeská krajská liga – sk. Sever (4. ligová úroveň v České republice)

Jednotlivé ročníky
Zdroj:
Legenda: ZČ - základní část, červené podbarvení - sestup, zelené podbarvení - postup, fialové podbarvení - reorganizace, změna skupiny či soutěže
| Česko (1999 – )                                                                               |                                      |           |           |                                                     |                                        |
| Sezóny                                                                                        | Soutěž                               | Úroveň    | ZČ        | Play-off, nadstavba, sk. o udržení...               | Poznámky                               |
| 1999/00                                                                                       | 1. liga                              | 2. úroveň | 1. místo  | Semifinále                                          | Prodej licence do brněnského Ytongu    |
| ...                                                                                           |                                      |           |           |                                                     |                                        |
| 2003/04                                                                                       | Středočeská krajská soutěž           | 5. úroveň | 10. místo |                                                     | Koupě licence od příbramského Spartaku |
| 2004/05                                                                                       | Středočeský krajský přebor           | 4. úroveň | 3. místo  |                                                     |                                        |
| 2005/06                                                                                       | Středočeský krajský přebor           | 4. úroveň | 1. místo  | Baráž o 2. ligu, 2. fáze (3. místo)                 | Postup                                 |
| 2006/07                                                                                       | 2. liga – sk. Západ                  | 3. úroveň | 9. místo  |                                                     |                                        |
| 2007/08                                                                                       | 2. liga – sk. Západ                  | 3. úroveň | 8. místo  | Osmifinále                                          |                                        |
| 2008/09                                                                                       | 2. liga – sk. Západ                  | 3. úroveň | 15. místo | Osmifinále                                          | Prodej licence do pražské Kobry        |
| V letech 2009–2011 byl klub bez A-mužstva, v soutěžích přihlášena pouze mládežnická družstva. |                                      |           |           |                                                     |                                        |
| 2011/12                                                                                       | Středočeská krajská soutěž           | 5. úroveň | 1. místo  |                                                     | Postup                                 |
| 2012/13                                                                                       | Středočeská krajská liga             | 4. úroveň | 5. místo  | Čtvrtfinále                                         |                                        |
| 2013/14                                                                                       | Středočeská krajská liga             | 4. úroveň | 3. místo  | Finále                                              |                                        |
| 2014/15                                                                                       | Středočeská krajská liga             | 4. úroveň | 1. místo  | Finále                                              |                                        |
| 2015/16                                                                                       | Středočeská krajská liga             | 4. úroveň | 4. místo  | Vítěz; kvalifikace o 2. ligu – finále (prohra)      |                                        |
| 2016/17                                                                                       | Středočeská krajská liga             | 4. úroveň | 3. místo  | Vítěz; kvalifikace o 2. ligu – sk. A (2. místo)     | Reorganizace                           |
| 2017/18                                                                                       | Středočeská krajská liga – sk. Západ | 4. úroveň | 1. místo  | Čtvrtfinále                                         |                                        |
| 2018/19                                                                                       | Středočeská krajská liga – sk. Západ | 4. úroveň | 2. místo  | Semifinále                                          |                                        |
| 2019/20                                                                                       | Středočeská krajská liga – sk. Západ | 4. úroveň | 4. místo  | play-off zrušeno kvůli pandemii covidu-19           |                                        |
| 2020/21                                                                                       | Středočeská krajská liga – sk. Západ | 4. úroveň | neurčeno  | sezóna zrušena kvůli pandemii covidu-19             | Reorganizace                           |
| 2021/22                                                                                       | Středočeská krajská liga – sk. B     | 4. úroveň | 1. místo  | Vítěz; kvalifikace o 2. ligu – sk. Sever (3. místo) | Reorganizace                           |
| 2022/23                                                                                       | Středočeská krajská liga – sk. Sever | 4. úroveň | 4. místo  | Finále                                              |                                        |
| 2023/24                                                                                       | Středočeská krajská liga – sk. Sever | 4. úroveň | 3. místo  | Předkolo play off                                   |                                        |
| 2024/25                                                                                       | Středočeská krajská liga – sk. Sever | 4. úroveň |           |                                                     |                                        |